# Dakos
El dakos o ntakos (ντάκος), también conocido como koukouvagia (κουκουβάγια, ‘búho’) es una sencilla preparación culinaria griega, que consiste en un paximathi (παξιμάδι), un pan local, o un biscote (παξιμάδι) abierto por la mitad y cubierto con tomate fresco, queso y aceite de oliva. Se considera un meze o ‘aperitivo’, y tiene su origen en la isla de Creta. En el oriente de la isla, es conocido como kouloukopsomo, se dice que de kouloki (‘cachorro de perro’, en dialecto cretense) y psomí (‘pan’), pues supuestamente era el pan que se le daba a los canes. Es una receta humilde típicamente mediterránea, que equivale a muchos otros desayunos de España (pan con tomate y pa amb oli), Italia (frisella y bruschetta), Malta (hobz biz-zejt), etc. Estas recetas de pan con tomate tienen su antecedente natural en el pan con aceite, y en la actualidad, gracias a las mejoras en producción y distribución de alimentos, ya se completan con ingredientes más caros, como la carne. Así pues, la receta de dakos varía de un lugar a otro.
Para el dakos, se suele usar queso mizithra, un queso de cabra tradicional cretense. Menos tradicional, aunque también encontrada en áreas turísticas, es la versión con queso feta. A diferencia del pan recién hecho, el paximadi estaba disponible en cualquier lugar y momento (por ejemplo, para pastores y pescadores), y gracias a sus ingredientes simples, la koukouvagia permitía una comida completa. También se le puede agregar orégano, alcaparras y aceitunas.